# 多治比木人
多治比 木人（たじひ の このひと）は、奈良時代の貴族。系譜は明らかでない。官位は正五位上・主計頭。

## 経歴
天平12年（740年）従五位下に叙爵し、翌天平13年（741年）兵部少輔に任ぜられる。
中務少輔を経て、天平18年（746年）下総守として地方官に転じると、天平勝宝6年（754年）南海道巡察使、天平宝字4年（760年）薩摩守と、聖武朝末から淳仁朝にかけて地方官行政に携わる。
天平宝字8年（764年）22年ぶりに昇進して従五位上に叙せられ、主計頭として京官に復す。その後、藤原仲麻呂の乱もしくは称徳朝の政変で罰せられたらしく官位を剥奪される。
光仁朝に入り、宝亀2年（771年）従五位上に復位されると、宝亀5年（774年）正五位下、宝亀6年（775年）正五位上と、その後は順調に昇進を果たしている。

## 官歴
『続日本紀』による。
- 時期不詳：正六位上
- 天平12年（740年） 11月21日：従五位下
- 天平13年（741年） 8月9日：兵部少輔
- 天平15年（743年） 4月3日：平城宮留守（聖武天皇紫香楽行幸）。6月30日：中務少輔
- 天平18年（746年） 9月19日：下総守
- 天平勝宝6年（754年） 7月20日：御装束司。11月1日：南海道巡察使
- 天平宝字4年（760年） 正月16日：薩摩守
- 天平宝字8年（764年） 正月7日：従五位上。正月21日：主計頭
- 時期不詳：官位剥奪
- 宝亀2年（771年） 3月28日：復位（従五位上）
- 宝亀5年（774年） 正月7日：正五位下
- 宝亀6年（775年） 正月16日：正五位上